# Nitasti aktin
Nitasti aktin (fibrilarni aktin, F-aktin, filamentozni aktin, aktinsko vlakno) je nitasti polimer. Nastaje kad se pojedinačne molekule aktina s istovjetnim molekulama povežu u lance i udruživanjem dvaju takvih lanaca u oblik dvostruke uzvojnice (levorotacijske, s rotacijom od 166º oko uzvojničke osi i osne translacije 27,5 Å, ili dekstrorotacijske uzvojnice s razmakom 350-380 Å, uz svaki aktin okružen s još četiri.